# Thagria pulchella
Thagria pulchella är en insektsart som beskrevs av Kirby 1891. Thagria pulchella ingår i släktet Thagria och familjen dvärgstritar. Inga underarter finns listade i Catalogue of Life.